# Damsingel i bordtennis vid olympiska sommarspelen 2004
Damernas singeltävling i bordtennis vid olympiska sommarspelen 2004 avgjordes i Galatsi Olympic Hall i Aten mellan 14 och 22 augusti.  Matcherna spelades i bäst av 5 set.

## Medaljörer
| Klass         | Guld                | Silver                   | Brons                   |
| Singel, damer | Zhang Yining · Kina | Kim Hyang-Mi · Nordkorea | Kim Kyung-Ah · Sydkorea |

## Turneringen

### Första omgången
| Spelades 14 augusti                 | Spelades 14 augusti | Spelades 14 augusti        |
| ----------------------------------- | ------------------- | -------------------------- |
| Tawny Banh (USA)                    | 4 - 3               | Ji Hye Yoon (KOR)          |
| 8-11 11-9 9-11 16-14 3-11 11-8 11-6 |                     |                            |
| Laura Negrisoli (ITA)               | 4 - 1               | Fabiola Ramos (VEN)        |
| 11-9 11-5 11-6 8-11 11-3            |                     |                            |
| Nanthana Komwong (THA)              | 4 - 0               | Mouma Das (IND)            |
| 11-6 11-7 11-3 12-10                |                     |                            |
| Marina Kravchenko (ISR)             | 4 - 0               | Archontoula Volakaki (GRE) |
| 11-6 11-5 11-4 11-5                 |                     |                            |
| Funke Oshonaike (NGR)               | 4 - 0               | Berta Rodriguez (CHI)      |
| 11-9 11-8 11-7 11-9                 |                     |                            |
| Silvija Erdelji (SCG)               | 4 - 0               | Nesrine Ben Kahia (TUN)    |
| 11-3 11-1 11-3 11-7                 |                     |                            |
| Miao Miao (AUS)                     | 4 - 2               | Marisol Espineira (PER)    |
| 8-11 9-11 11-5 11-4 11-6 11-6       |                     |                            |
| I-Hua Huang (TPE)                   | 4 - 0               | Leila Boucetta (ALG)       |
| 11-8 11-3 11-4 11-8                 |                     |                            |
| Jian Fang Lay (AUS)                 | 4 - 0               | Cornelia Vaida (CRO)       |
| 12-10 11-5 11-6 13-11               |                     |                            |
| Maria Fazekas (HUN)                 | 4 - 0               | Manzura Inoyatova (UZB)    |
| 11-6 11-7 11-3 11-7                 |                     |                            |
| Jasna Reed (USA)                    | 4 - 2               | Renata Strbikova (CZE)     |
| 9-11 6-11 15-13 11-4 11-8 11-9      |                     |                            |
| Xue Wu (DOM)                        | 4 - 1               | Oksana Fadeeva (RUS)       |
| 9-11 11-8 11-6 11-7 11-9            |                     |                            |
| Petra Cada (CAN)                    | 4 - 0               | Olfa Guenni (TUN)          |
| 11-4 11-7 11-4 11-7                 |                     |                            |
| Nikoleta Stefanova (ITA)            | 4 - 0               | Asma Menaifi (ALG)         |
| 11-6 11-8 11-6 11-6                 |                     |                            |
| Zeina Shaban (JOR)                  | 4 - 3               | Izzwa Medina (HON)         |
| 11-7 11-13 11-8 9-11 11-5 9-11 11-9 |                     |                            |
| Cecilia Otu Offiong (NGR)           | 4 - 1               | Ligia Silva Santos (BRA)   |
| 11-8 11-6 9-11 12-10 11-8           |                     |                            |

### Andra omgången
Spelarna i den högra kolumnen stod över första omgången.
| Spelades 15 augusti                  | Spelades 15 augusti | Spelades 15 augusti          |
| ------------------------------------ | ------------------- | ---------------------------- |
| Tawny Banh (USA)                     | 1 - 4               | Chunli Li (NZL)              |
| 8-11 10-12 9-11 11-8 9-11            |                     |                              |
| Laura Negrisoli (ITA)                | 2 - 4               | Svetlana Ganina (RUS)        |
| 9-11 12-14 11-7 11-3 6-11 9-11       |                     |                              |
| Nanthana Komwong (THA)               | 4 - 1               | Nicole Struse (GER)          |
| 11-7 11-4 9-11 11-7 13-11            |                     |                              |
| Marina Kravchenko (ISR)              | 4 - 2               | Otilia Badescu (ROU)         |
| 11-6 11-9 4-11 11-3 8-11 11-6        |                     |                              |
| Funke Oshonaike (NGR)                | 2 - 4               | Krisztina Toth (HUN)         |
| 12-10 10-12 16-14 6-11 13-15 5-11    |                     |                              |
| Silvija Erdelji (SCG)                | 2 - 4               | Jun Hong Jing (SIN)          |
| 3-11 8-11 12-10 4-11 11-4 6-11       |                     |                              |
| Miao Miao (AUS)                      | 3 - 4               | Ai Fukuhara (JPN)            |
| 11-5 11-7 9-11 6-11 6-11 11-9 9-11   |                     |                              |
| I-Hua Huang (TPE)                    | 2 - 4               | Wenling Tan Monfardini (ITA) |
| 2-11 11-9 9-11 11-9 11-13 7-11       |                     |                              |
| Jian Fang Lay (AUS)                  | 2 - 4               | Elke Wosik (GER)             |
| 11-3 6-11 11-6 7-11 8-11 10-12       |                     |                              |
| Maria Fazekas (HUN)                  | 1 - 4               | Kim Hyang-Mi (PRK)           |
| 7-11 8-11 11-9 8-11 8-11             |                     |                              |
| Jasna Reed (USA)                     | 1 - 4               | Xueling Zhang (SIN)          |
| 7-11 7-11 11-8 7-11 5-11             |                     |                              |
| Xue Wu (DOM)                         | 0 - 4               | Ai Fujinuma (JPN)            |
| 11-13 7-11 12-14 5-11                |                     |                              |
| Petra Cada (CAN)                     | 4 - 3               | Csilla Batorfi (HUN)         |
| 11-7 9-11 16-18 11-6 11-8 8-11 12-10 |                     |                              |
| Nikoleta Stefanova (ITA)             | 1 - 4               | Jie Schopp (GER)             |
| 5-11 13-11 5-11 10-12 7-11           |                     |                              |
| Zeina Shaban (JOR)                   | 1 - 4               | Adriana Zamfir (ROU)         |
| 11-8 5-11 8-11 5-11 4-11             |                     |                              |
| Cecilia Otu Offiong (NGR)            | 0 - 4               | Yun Mi Kim (PRK)             |
| 5-11 7-11 6-11 8-11                  |                     |                              |

### Tredje omgången
Spelarna i den högra kolumnen stod över första och andra omgången.
| Spelades 17 augusti                   | Spelades 17 augusti | Spelades 17 augusti      |
| ------------------------------------- | ------------------- | ------------------------ |
| Chunli Li (NZL)                       | 0 - 4               | Zhang Yining (CHN)       |
| 8-11 10-12 5-11 7-11                  |                     |                          |
| Svetlana Ganina (RUS)                 | 1 - 4               | Sui Fei Lau (HKG)        |
| 3-11 6-11 12-10 5-11 6-11             |                     |                          |
| Nanthana Komwong (THA)                | 2 - 4               | Viktoria Pavlovich (BLR) |
| 4-11 6-11 11-9 3-11 11-7 1-11         |                     |                          |
| Marina Kravchenko (ISR)               | 0 - 4               | Tamara Boros (CRO)       |
| 8-11 6-11 5-11 7-11                   |                     |                          |
| Krisztina Toth (HUN)                  | 1 - 4               | Yana Tie (HKG)           |
| 6-11 11-6 10-12 12-14 6-11            |                     |                          |
| Jun Hong Jing (SIN)                   | 2 - 4               | Hyon Hui Kim (PRK)       |
| 11-7 8-11 11-6 5-11 4-11 9-11         |                     |                          |
| Ai Fukuhara (JPN)                     | 4 - 0               | Jun Gao (USA)            |
| 11-3 11-6 11-8 11-9                   |                     |                          |
| Wenling Tan Monfardini (ITA)          | 1 - 4               | Kim Kyung-Ah (KOR)       |
| 11-9 7-11 5-11 3-11 9-11              |                     |                          |
| Elke Wosik (GER)                      | 3 - 4               | Niu Jianfeng (CHN)       |
| 14-12 14-12 5-11 12-10 6-11 2-11 6-11 |                     |                          |
| Kim Hyang-Mi (PRK)                    | 4 - 2               | Mihaela Steff (ROU)      |
| 7-11 11-8 11-7 11-7 6-11 11-9         |                     |                          |
| Xueling Zhang (SIN)                   | 4 - 1               | Lee Eun-Sil (KOR)        |
| 11-5 11-7 11-9 9-11 11-6              |                     |                          |
| Ai Fujinuma (JPN)                     | 4 - 3               | Jia Liu (AUT)            |
| 7-11 6-11 12-10 11-6 11-7 8-11 11-7   |                     |                          |
| Petra Cada (CAN)                      | 0 - 4               | Li Jiawei (SIN)          |
| 4-11 6-11 7-11 8-11                   |                     |                          |
| Jie Schopp (GER)                      | 2 - 4               | Aya Umemura (JPN)        |
| 13-15 11-9 10-12 11-4 7-11 3-11       |                     |                          |
| Adriana Zamfir (ROM)                  | 4 - 2               | Ling Lin (HKG)           |
| 11-6 11-7 5-11 11-8 7-11 12-10        |                     |                          |
| Yun Mi Kim (PRK)                      | 2 - 4               | Wang Nan (CHN)           |
| 6-11 15-13 11-8 2-11 5-11 9-11        |                     |                          |

### Åttondelsfinaler
| Spelades 18 augusti              | Spelades 18 augusti | Spelades 18 augusti      |
| -------------------------------- | ------------------- | ------------------------ |
| Zhang Yining (CHN)               | 4 - 1               | Sui Fei Lau (HKG)        |
| 11-5 11-7 11-3 9-11 11-5         |                     |                          |
| Tamara Boros (CRO)               | 4 - 2               | Viktoria Pavlovich (BLR) |
| 11-5 11-8 9-11 11-8 6-11 11-7    |                     |                          |
| Yana Tie (HKG)                   | 4 - 1               | Hyon Hui Kim (PRK)       |
| 11-6 11-7 11-4 8-11 11-8         |                     |                          |
| Kim Kyung-Ah (KOR)               | 4 - 1               | Ai Fukuhara (JPN)        |
| 11-8 11-5 7-11 15-13 11-6        |                     |                          |
| Kim Hyang-Mi (PRK)               | 4 - 0               | Niu Jianfeng (CHN)       |
| 11-8 11-9 11-9 11-4              |                     |                          |
| Xueling Zhang (SIN)              | 4 - 2               | Ai Fujinuma (JPN)        |
| 11-7 11-8 6-11 11-7 9-11 11-9    |                     |                          |
| Li Jiawei (SIN)                  | 4 - 2               | Aya Umemura (JPN)        |
| 14-12 13-11 8-11 15-13 9-11 11-7 |                     |                          |
| Wang Nan (CHN)                   | 4 - 1               | Adriana Zamfir (ROU)     |
| 9-11 11-8 11-2 11-9 11-4         |                     |                          |

### Kvartsfinaler
| Spelades 19 augusti            | Spelades 19 augusti | Spelades 19 augusti |
| ------------------------------ | ------------------- | ------------------- |
| Zhang Yining (CHN)             | 4 - 0               | Tamara Boros (CRO)  |
| 12-10 15-13 13-11 11-3         |                     |                     |
| Kim Kyung-Ah (KOR)             | 4 - 1               | Yana Tie (HKG)      |
| 11-6 10-12 11-9 11-7 11-7      |                     |                     |
| Kim Hyang-Mi (PRK)             | 4 - 2               | Xueling Zhang (SIN) |
| 11-7 11-4 9-11 11-8 8-11 12-10 |                     |                     |
| Li Jiawei (SIN)                | 4 - 1               | Wang Nan (CHN)      |
| 11-7 11-7 11-13 11-9 11-8      |                     |                     |

### Semifinaler
| Spelades 21 augusti                | Spelades 21 augusti | Spelades 21 augusti |
| ---------------------------------- | ------------------- | ------------------- |
| Zhang Yining (CHN)                 | 4 - 1               | Kim Kyung-Ah (KOR)  |
| 13-11 11-8 11-6 5-11 11-8          |                     |                     |
| Kim Hyang-Mi (PRK)                 | 4 - 3               | Li Jiawei (SIN)     |
| 8-11 11-6 0-11 8-11 11-8 11-6 11-9 |                     |                     |

### Bronsmatch
| Spelades 22 augusti      | Spelades 22 augusti | Spelades 22 augusti |
| ------------------------ | ------------------- | ------------------- |
| Kim Kyung-Ah (KOR)       | 4 - 1               | Li Jiawei (SIN)     |
| 9-11 11-8 11-7 11-5 11-8 |                     |                     |

### Final
| Spelades 22 augusti | Spelades 22 augusti | Spelades 22 augusti |
| ------------------- | ------------------- | ------------------- |
| Zhang Yining (CHN)  | 4 - 0               | Kim Hyang-Mi (PRK)  |
| 11-8 11-7 11-2 11-2 |                     |                     |